# 周锡能
周锡能（？—1851年），广西博白人，太平天国人物。
早年参加拜上帝会，1850年10月在博白参加团营，1851年1月，至桂平参加金田起义，封为军帅。1851年6月，太平军转战象州新寨时，经东王杨秀清奏请洪秀全批准，周锡能回博白原籍，假称团集未及参加起义的拜上帝会会众190多人。行至永安新圩时，暗中降清，投入清营，受封六品顶戴。十月二十一日，率朱八、陈五回永安州（今蒙山县）太平天国所在地，自称回天朝禀报、筹划接应博白带来会众。刺探四方城楼军事机要，企图收买监军朱锡琨、巡查黄文安等人，计划三日内配合清军作为内应，行刺太平天国领导人，夺取州城。事为杨秀清等人所觉察。十月二十九日杨秀清借诸王上朝议事之机，假借天父下凡，公开审讯周锡能，周锡能承认自己反骨变妖、充当内奸。次日，被斩首示众。其妻蔡晚妹、子周理真同时伏诛。将其同谋者处死。次年，太平天国将此案全部经过刊刻于《天父下凡诏书一》。